# Margarita (Bolívar)
Pour les articles homonymes, voir Margarita.
Margarita est une municipalité située dans le département de Bolívar, en Colombie.